# Monthly Comic Alive
Monthly Comic Alive (月刊コミックアライブ?, Gekkan Komikku Araibu) è una rivista giapponese di manga seinen pubblicato da Media Factory. La prima uscita fu nel 27 giugno 2006.

## Manga delComic Alive
- Absolute Duo
- Bone Crusher
- Chaos;Head: Blue Complex
- Classroom of the Elite[1]
- D-Frag!
- Dansai bunri no crime edge
- Gods' Games We Play
- Haganai - I Have Few Friends
- Hanna of the Z
- Happiness!
- Happy Days Academy
- Hentai ōji to warawanai neko.
- Honey Cosmos
- IS (Infinite Stratos)
- Kaiju Girl Caramelise
- Kamiburo
- Kanokon
- Kantai Collection
- Kämpfer
- Kono naka ni hitori, imōto ga iru!
- Kūsen madōshi kōhosei no kyōkan
- Liar, Liar[2]
- Maria†Holic
- MM!
- No Game No Life
- Oniichan dakedo ai sae areba kankeinai yo ne!
- -OZ-
- Ramen Tenshi Pretty Menma
- Sasameki Koto
- Senran Kagura
- Spy Classroom
- Steins;Gate
- Tantei wa mō, shinde iru.[3]
- Tantei wa mō, shinde iru. -The Lost Memory-[4]
- The Sacred Blacksmith
- Why Does Nobody Remember Me in This World?[5]
- Yumekuri
- Yururizumi
- Zero no tsukaima